# Julius Nees

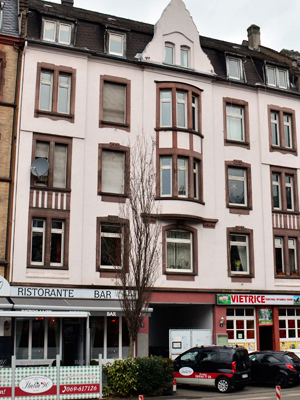
Haus Offenbacher Landstr 9

Julius Nees (* 28. September 1898 in Pfaffenwiesbach; † 17. September 1942 in der Strafanstalt Preungesheim, Frankfurt am Main) war ein deutscher Widerstandskämpfer in der NS-Zeit (Leis-Breitinger-Gruppe).

## Leben und Tätigkeit
Nach dem Schulbesuch arbeitete Nees als Wald- und Fabrikarbeiter. Ab 1917 nahm er am Ersten Weltkrieg teil. Ab 1919 gehörte er sechs Jahre lang der Fremdenlegion an. 1927 ließ er sich als Gelegenheitsarbeiter in Frankfurt am Main nieder.
In den 1930er Jahren wurde Nees Lackierer. In diesem Beruf wurde er schließlich von der Firma Emda eingestellt. Hier lernte er im Kreis seiner Arbeitskollegen den ehemaligen Kommunisten Anton Breitinger kennen, der ihn 1939 zur Mitarbeit in einer von ihm im Frankfurter Raum aufgebauten kommunistischen Gruppe gewann, die im politischen Untergrund gegen das NS-System arbeitete. Zum engeren Kreis dieser Gruppe gehörten schließlich außer Breitinger und Nees noch die beim Frankfurter Postamt 9 beschäftigten Wilhelm Hugo, Edmund Germann und Heinrich Ochs, außerdem Anton Leist, Otto Häuslein und Wilhelm Klöppinger.
Während des Zweiten Weltkriegs verbreitete die Gruppe, in der Hoffnung so die Anstrengungen der alliierten Mächte zur Niederwerfung der NS-Diktatur beitragen zu können und den Sturz der Hitler-Diktatur innenpolitisch beschleunigen zu können, antinazistische Handzettel und Flugblätter. Insbesondere nutzten die Mitglieder der Gruppe ihre Stellung als Mitarbeiter von Postämtern dazu, antinazistisches Schriftgut Feldpostpaketen, deren Verschickung an die Front sie bearbeiteten, beizulegen. Außerdem gab sie durch Mundpropaganda Meldungen ausländischer Radiosender weiter, die sie illegal abhörte und die Informationen beinhalteten, die für eine Entwicklung des Krieges zu Deutschlands Ungunsten sprachen und die somit geeignet waren, Zweifel an der Chance eines siegreichen Abschlusses des Krieges für Deutschland aufkommen zu lassen, so dass die NS-Regierung wünschte, sie der deutschen Bevölkerung möglichst vorzuenthalten.

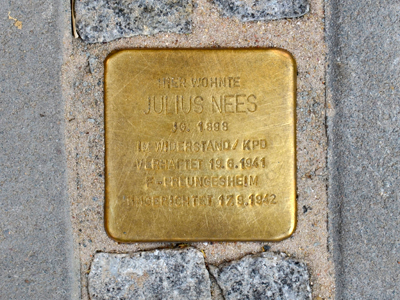
Stolperstein Offenbacher Landstraße 9 für Julius Nees

Im Zuge der Zerschlagung der Gruppe im Sommer 1941 wurde auch Nees verhaftet. Es folgten Anklagen vor dem Volksgerichtshof wegen Vorbereitung zum Hochverrat und Wehrkraftzersetzung. Die wichtigsten Mitglieder der Gruppe um Breitinger wurden, mit Ausnahme von Ochs, der sich in der Haft erhängte, nacheinander in drei Sitzungen für schuldig befunden und zum Tode verurteilt: Die Aburteilung von Nees erfolgte zusammen mit Breitinger, Wilhelm Hugo und Edmund Germann am 24. Juni 1942. In der Begründung des Urteils wurde unter anderem ausgeführt, dass die Angeklagten durch ihre Aktivitäten versucht hätten, einem Übergreifen der kommunistischen Weltrevolution auf Deutschland durch eine entsprechende geistige Einwirkung auf die Bevölkerung den Boden zu bereiten.
Die Hinrichtung aller sieben wurde im September 1942 in der Strafanstalt Preungesheim mit dem Fallbeil vollzogen.
Seit dem 22. Juni 2014 erinnert ein Stolperstein vor Nees' letztem Wohnhaus in der Offenbacher Landstraße 9 Frankfurt an sein Schicksal.